# Jordan Peterson
Jordan Bernt Peterson (n. 12 iunie 1962, Edmonton, Alberta, Canada) este un psiholog clinician, intelectual și profesor de psihologie în cadrul Universității din Toronto. Specializările sale includ psihologia anormală, psihologia socială și psihologia personalității, având un interes particular în psihologia religiei și a credințelor ideologice.
Peterson a studiat în cadrul Universității din Alberta, unde a obținut o diplomă de licență în științe politice și psihologie, și în cadrul Universității McGill unde a obținut un doctorat în psihologie clinică. Și-a continuat studiile postdoctorale la McGill între 1991 și 1993, iar apoi a ocupat funcția de lector și mai târziu aceea de conferențiar universitar în departamentul de Psihologie al Universității Harvard. În 1998, a revenit în Canada la catedra de psihologie a Universității din Toronto.
Prima sa lucrare, Maps of Meaning: The Architecture of Belief, a fost publicată în 1999. Cartea examina o serie de domenii academice în încercarea de a descrie structura sistemelor de credințe și mituri, rolul acestora în reglementarea emoțiilor, crearea semnificației și motivarea genocidului. Cea de-a doua carte, 12 Reguli pentru Viață: Un antidot la haosul din jurul nostru, a fost publicată în ianuarie 2018.
În 2016, Peterson a realizat câteva videoclipuri pentru canalul său de Youtube în care critica corectitudinea politică și Legea C-16 a guvernului canadian. Aceasta ar interzice discriminarea pe bază de „identitate de gen” și ar avea implicații periculoase pentru libertatea de exprimare.  Convingerile sale au fost puternic mediatizate. O serie de autori îl asociază pe Peterson cu „Dark Web-ul Intelectual”.

## Copilăria
Peterson s-a născut pe 12 iunie 1962 în Edmonton, Canada și a copilărit în Fairview, Alberta. A fost primul copil al cuplului Beverley și Walter Peterson; Beverley era bibliotecară în campusul Fairview al Colegiului Grande Prairie, iar Walter învățător. A primit prenumele de Bernt după străbunicul său de origine norvegiană. În vârstă de 13 ani, acesta a intrat pentru prima dată în contact cu lucrările lui George Owell, Aldous Huxley, Aleksandr Soljenițîn și Ayn Rand datorită bibliotecarei Andy Notley 
De-a lungul adolescenței sale a lucrat pentru Partidul Nou Democrat (NDP), însă a fost dezamăgit de acesta. A părăsit partidul la vârsta de 18 ani.

## Educația
După absolvirea Liceului Fairview în 1979, Peterson a fost admis la Grande Prairie Regional College unde urma să studieze politologie și literatură engleză. S-a transferat ulterior la Universitatea din Alberta unde și-a luat licența în 1982. După încheierea studiile universitare a vizitat timp de un an Europa, perioadă în care a dezvoltat un interes în originile psihologice ale Războiului Rece, în special totalitarismul secolului XX. Îngrijorat de cursa înarmării nucleare și chinuit de coșmaruri apocaliptice, a devenit interesat de distrugerile provocate de umanitate și a început să studieze lucrările lui Carl Jung, Friedrich Nietzsche, Aleksandr Soljenițîn și Fyodor Dostoevsky. S-a reîntors la Universitatea din Alberta unde a obținut în 1984 o licență în psihologie. În 1985 s-a mutat în Montreal; acolo a frecventat cursurile Universității McGill. Și-a obținut doctoratul în psihologie clinică sub coordonarea lui Robert O. Phil în 1991 și a rămas în calitate de postdoctorand al Spitalului McGill până în 1993.

## Cariera
Din iulie 1993 până în iunie 1998 Peterson a locuit în Arlington, Massachusetts, perioadă în care a predat în cadrul Universității Harvard în funcția de lector și apoi de conferențiar universitar în departamentul de psihologie. În această perioadă, a studiat agresivitatea cauzată de abuzul de alcool și droguri și a supervizat diferite disertații. Doi foști doctoranzi, Shelii Carson, psiholog și profesor la Harvard, și autorul Gregg Hurwitz, au precizat că prelegerile lui Peterson erau foarte admirate de către studenți. În iulie 1998, s-a reîntors în Canada unde a primit un post de profesor titular în cadrul Universității din Toronto.
Specializările lui Peterson includ psihofarmacologia, psihopatologia, neuropsihologia, psihologia clinică, psihologia personalității, psihologia socială, psihologia organizațională, religioasă, ideologică și creativă. Peterson a fost coautorul a peste 100 de lucrări academice. Acesta are peste 20 de ani de practică clinică și are 20 de pacienți pe săptămână, însă în 2017 a decis să nu mai practice, fiind implicat în alte proiecte.
În 2004 TVOntario a difuzat un serial bazat pe lucrarea Maps of Meaning: The Architecture of Belief. De asemenea, a apărut în diferite emisiuni tv precum Big Ideas și The Agenda with Steve Paikin.
În iunie 2018 Peterson a participat la o dezbatere alături de Sam Harris la Teatrul Orfeu din Vancouver. Dezbaterea a fost moderată de Bret Weinstein. O a doua dezbatere a fost organizată în iulie în două locații diferite: 3Arena în Dublin și Arena O2 în Londra. Aceasta a fost moderată de Douglas Murray și a avut ca subiect religia și Dumnezeu. În aprilie 2019, Peterson a participat la o dezbatere cu profesorul Slavoj Žižek organizată la Meridian Hall în Toronto. Tema discuției a fost bucuria în capitalism și marxism.

## Lucrări

### Cărți

#### Maps of Meaning: The Architecture of Belief(1999)
În 1999 Routledge a publicat Maps of Meaning: The Architecture of Belief. Lucrarea, redactată de Peterson pe parcursul a 13 ani, prezintă o teorie privitoare la modalitatea prin care oamenii își construiesc semnificațiile, credințele și cum realizează povestiri utilizând idei din diferite domenii precum mitologia, religia, literatura, filosofia și psihologia în concordanță cu modul în care știința modernă înțelege funcțiile creierului.
Conform afirmațiilor Peterson, scopul său principal este acela de a examina de ce indivizii, respectiv grupurile se implică în conflicte sociale, explorând motivele în baza cărora indivizii își asumă diferite credințe (i.e., poziții ideologice) care conduc în cele din urmă la omucideri și atrocități precum Gulagul, lagărele de concentrare și genocidul din Rwanda. Acesta consideră că o „analiză a ideilor religioase ne poate ajuta în descrierea moralității fundamentale și, într-un final, la dezvoltarea unui sistem moral universal”.

#### 12 Reguli de Viață: Un antidot la haosul din jurul nostru(2018)
În ianuarie 2018, Penguin Random House a publica cea de-a doua lucrare redactată de Peterson, 12 Rules for Life: An Antidote to Chaos. În cadrul acesteia sunt prezentate principii etice despre viață într-un mod mult mai accesibil decât cel din Maps of Meaning. Peterson și-a promovat lucrarea prin organizarea unui tur mondial. Acesta a fost intervievat de Cathy Newman pe Channel 4 News, interviu care a generat o imensă mediatizare. Cartea a fost un bestseller pe siteul Amazon în Statele Unite și Canada (locul I), respectiv în Marea Britanie (locul IV). Aceasta se regăsește și pe listele lucrărilor bestseller din Canada, SUA și Marea Britanie.

#### Dincolo de ordine. Alte 12 reguli pentru viață(2021)
A treia sa carte - intitulată Dincolo de ordine. Alte 12 reguli pentru viață⁠(d) - a fost lansată pe 2 martie 2021. Pe 23 noiembrie 2020, editura care i-a publicat lucrarea, Penguin Random House Canada (PRH Canada), a organizat o întâlnire unde mai mulți angajați ai editurii au criticat decizia de a publicarea cartea.

### Canalul de Youtube și Podcasting
În 2013 Peterson a început să-și înregistreze prelegerile („Personality and Its Transformations”, „Maps of Meaning: The Architecture of Belief”) și să le încarce pe Youtube. Canalul său a adunat peste 1 milion de abonați, iar videoclipurile sale au adunat peste 50 de milioane de vizualizări până în aprilie 2018. În ianuarie 2017, acesta a angajat o echipă de producție care să-i înregistreze prelegerile în cadrul Universități Toronto. A utilizat veniturile obținute prin siteul de crowdfunding Patreon în urma implicării sale în Legea C-16 în septembrie 2016. Acestea au crescut de la 1.000$/lună în august 2016 la 14.000$/lună în ianuarie 2017, iar în iulie 2017 a depășit suma de 50.000$.
Peterson a fost prezent în cadrul emisiunilor The Joe Rogan Experience, The Gavin McInnes Show, Louder with Crowder, The Rubin Report, Freedomain Radio, H3 Podcast, Waking Up podcast, The Sadd Truth și în alte emisiuni online. În decembrie 2016 Peterson și-a început propriul podcast, The Jordan B. Peterson Podcast, care a înregistrat până în 26 aprilie 2018 45 de episoade. În cadrul acesteia au fost prezenți intelectuali precum Camille Paglia, Martin Daly și James W. Pennebaker, iar pe canalul său de youtube au fost realizate interviuri cu Stephen Hicks, Richard J. Haier, Jonathan Haidt și mulți alții. Peterson l-a susținut pe inginerul James Damore în procesul intentat împotriva companiei Google.
La 29 iunie 2022, contul de Twitter al lui Peterson a fost suspendat în temeiul „politicii privind comportamentul instigator la ură” a site-ului, după ce a postat un tweet despre actorul transgender Elliot Page. Peterson a spus că a fost anunțat că i se va cere să ștergă tweet-ul pentru a restabili accesul la contul său, despre care a spus că „ar prefera să moară decât să o facă”. YouTube a demonetizat două dintre videoclipurile lui Peterson, unul despre suspendarea sa de pe Twitter și un alt videoclip în care spunea că îngrijirea de afirmare a sexului este „greșită la nivel de experiment medical nazist”.

### Prelegeri biblice
În mai 2017 Peterson a inițiat un proiect intitulat Semnificațiile Psihologice ale Povestirilor Biblice, o serie de prelegeri , publicate și sub formă de podcast-uri, în care acesta analizează povestirile arhetipale din Geneză interpretate ca tipare ale comportamentului uman considerat esențial pentru stabilitatea personală, socială și culturală.
În martie 2019 invitația primită de către Peterson din partea Universității Cambridge a fost anulată. Acesta i-ar fi oferit „oportunitatea de a discuta cu experți teologi de toate felurile timp de câteva luni”, vitale pentru următoarele prelegeri care urmau să analizeze Cartea Exodului. Un purtător de cuvânt al universității a declarat că „nu există locuri” pentru cei care nu sunt de acord cu „mediul deschis” prezent în universitate. După o săptănână, vice-cancelarul Stephen Toope a explicat că anularea are legătură cu fotografia unei persoane care purta un tricou cu mesaj islamofob. Uniunea Studenților Universității Cambridge a salutat această acțiune, considerând invitație „un act politic... care legitimează figuri precum Peterson”, iar lucrările și convingerile sale fiind incompatibile cu cele ale corpului studențesc. Peterson a caracterizat decizia drept o „eroare de judecată” și și-a exprimat regretul că Facultatea de Divinitate s-a lăsat influențată de o „adunătură prost informată, ignorantă și ideologic confuză”.

### Self Authoring Suite
În 2005 Peterson și colegii săi au înființat o companie care producă și să pună la dispoziția publicului un program de terapie prin scris alături de o serie de exerciții de scriere în mediul online. Intitulată Self Authoring Suite, acesta includea Past Authoring Program (ghid pentru redactarea autobiografiei), două programe de Present Authoring care le permite participanților să-și analizeze trăsăturile personalității pornind de la modelul Big Five, respectiv un program de Future Authoring prin care participanții sunt ajutați să-și planifice viitorul. Cel din urmă a fost utilizat de către studenții Universității McGill cu scopul de a-și îmbunătății notele și de către Facultatea de Management Rotterdam din cadrul Universității Erasmus. Programele au fost parțial dezvoltate pornind de la cercetarea lui James W. Pennebaker (Universitatea din Texas la Austin) și Gary Latham (Facultatea de Management Rotman din Universitatea din Toronto). Studul realizat de acesta alături de alți autori în 2015 a prezentat o reducere semnificativă în diferențierea pe criterii etnice și de gen a participanților, în special în cazul studenților de sex masculin, parte a diverse minorități etnice. Conform lui Peterson, mai mult de 10.000 de studenți au utilizat programul până în ianuarie 2017, numărul celor care au renunțat scăzând cu 25% în timp ce notarea a crescut cu 20%.

### Dark Web Intelectual
Unii scriitori îl asociază pe Peterson cu așa-numitul „dark web intelectual⁠(d)”. Acesta este un grup format din personalități publice care critică politicile de stânga dominante în mediul academic și în mass-media.

## Convingeri politice

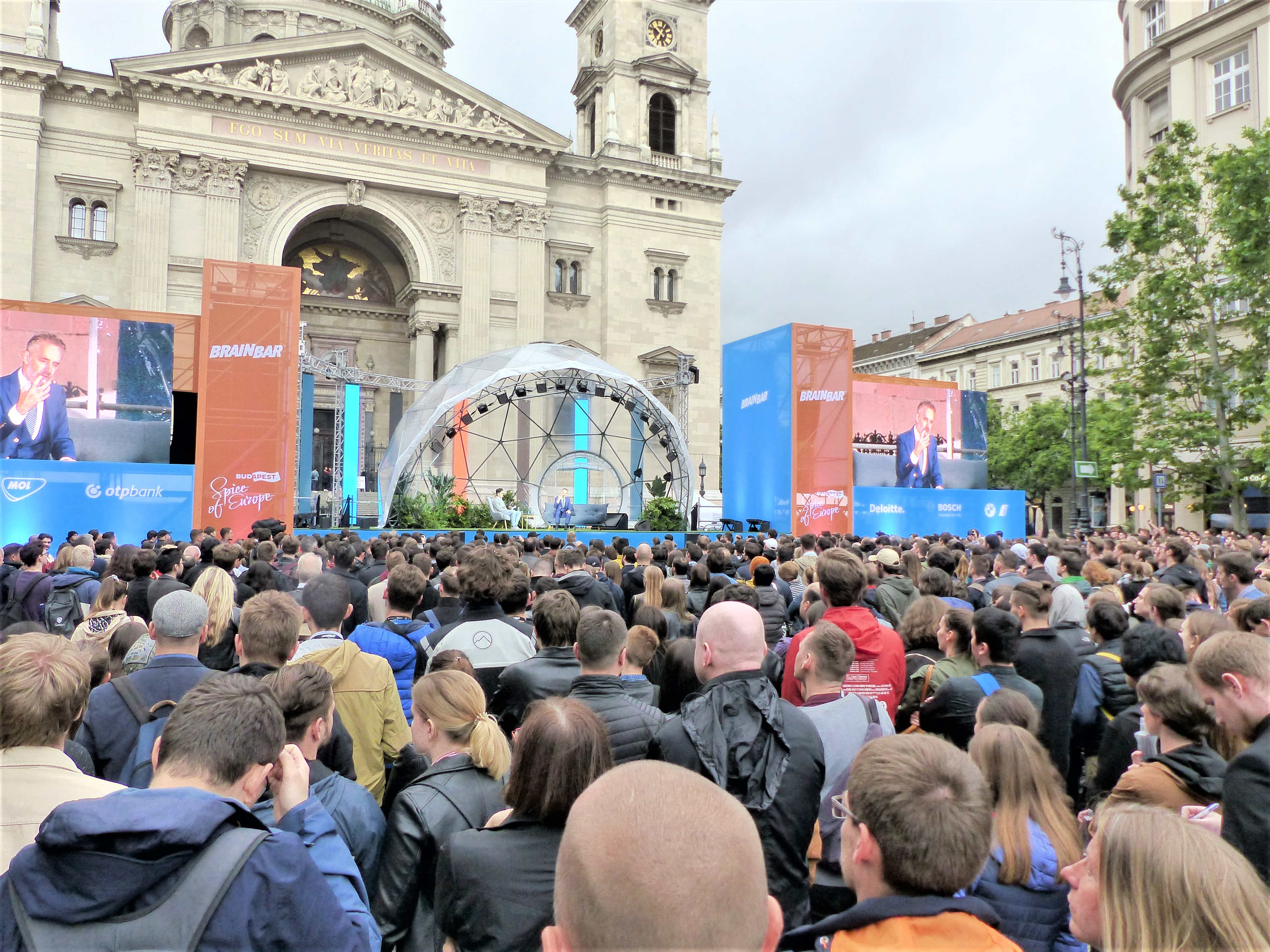
Jordan Peterson susținând un discurs în fața Bazilicii Sfântul Ștefan din Budapesta (mai, 2019)

Peterson s-a descris drept un adept al „liberalismului clasic britanic” și un „tradiționalist”. Acesta este deseori caracterizat de către mass-media drept o figură a dreptei politice: revista The New York Times descrie convingerile lui Peterson ca fiind „conservatoare” în timp ce The Washington Post îl numește „conservator”. Filosoful israelian Yoram Hazony precizează în Wall Street Journal că „succesul uimitor al argumentelor sale elevate cu privire la importanța ordinii l-a transformat în cel mai important gânditor conservator din lumea anglofonă”. La rândul său, Nathan Robinson menționează în revista Current Affairs că Peterson a primit diverse caracterizări, „de la apologet al fascismului la liberal iluminist” din cauza termenilor vagi pe care-i utilizează. Cunoscutul lingvist american Noam Chomsky a fost de acord cu critica lui Robinson, deși acesta l-a descris pe Peterson ca fiind „puternic de dreapta”.

### Corectitudinea politică și mediul academic
Critica lui Peterson se răsfrânge asupra a diverse teme specifice corectitudinii politice precum postmodernismul, feminismul postmodern, privilegiul alb, apropierea culturală și ecologismul.
Christ Selley menționează într-un articol pentru ziarul National Post că oponenții lui Peterson au „subestimat furia creată de preocupări moderne precum privilegiul alb și apropierea culturală, respectiv de marginalizarea, luarea în derâdere și eliminarea integrală a altor puncte de vedere din instituțiilor societății”, iar în The Spectator, Tim Lott îl descrie pe acesta ca fiind un „critic direct al mediului academic”. Prezența lui Peterson pe rețelele de socializare au intensificat influența acestor convingeri; Simona Chiose precizează pentru The Globe and the Mail că „puțini profesori umaniști din cadrul Universității din Toronto s-au bucurat de recunoașterea globală pe care profesorul Peterson o are”.
Conform studiului său despre relația dintre convingerile politice și personalitate realizat alături de unul dintre studenții săi, Christine Brophy, corectitudinea politică există sub două forme: „CP-egalitaristă” și „CP-autoritară”. Jason McBride susține că Peterson plasează adepții liberalismului clasic în prima categorie, iar pe așa-zișii „luptători pentru justiție socială” în cea de-a doua. În același studiu s-a descoperit că adepții CP-autoritară și adepții convingerilor de dreapta împărtășesc anumite trăsături.
Peterson consideră că universitățile sunt vinovate pentru noul val de corectitudine politică care a apărut în America de Nord și Europa. Acesta a observa intensificare fenomenului în interiorul campusurilor universitare încă de la începutul anilor 1990. Din punctul său de vedere, științele umaniste au fost corupte și s-au îndepărtat de știință, existând o trecere de la „conversația inteligentă” la una „ideologică”. Din experiența sa de profesor, Peterson susține că studenții care îi frecventează cursurile nu au cunoștințe cu privire la exterminările în masă și la alte crime împotriva umanității săvârșite de către regimul stalinist și maoist, acestea din urmă fiind mai puțin analizate decât fascismul și nazismul. De asemenea, acesta menționează că studenții cad pradă profesorilor neomarxiști și postmoderniști care definesc totul prin prisma relativismului și prin relații de putere.

### Postmodernism și politică identitară
Peterson susține că filosofii și sociologi postmoderni au început să dezvolte încă din anii 1960 anumite elemente din marxism și comunism. Este în același timp dificil să înțelegi societatea occidentală contemporană fără să luăm în considerare influența gândirii postmoderniste care a migrat din Franța în Statele Unite prin intermediul departamentului de limbă engleză din cadrul Universității Yale. Acesta susțin că anumiți intelectuali din departamentele umaniste:
...au început să pună la cale o scamatorie, iar în loc să deplângă proletariatul, clasa muncitoare, care luptă împotriva burgheziei, au început să-i deplângă pe cei asupriți Acest fapt a deschis calea către identificare oricăror grupuri drept asuprite și asupritoare, respectiv continuarea aceleiași narative sub o altă denumire... Oamenii care susțin această doctrină - această doctrină radicală, postmodernă, comunitariană care dă o importanță supremă identității rasiale sau sexuale sau de gen sau de orice alt tip - dețin controlul în numeroase structuri birocratice și guverne.
Punctul de vedere expus de Peterson cu privire la influența postmodernismului în departamentele de științe umaniste din America de Nord a fost comparată cu conspirația marxismului cultural.

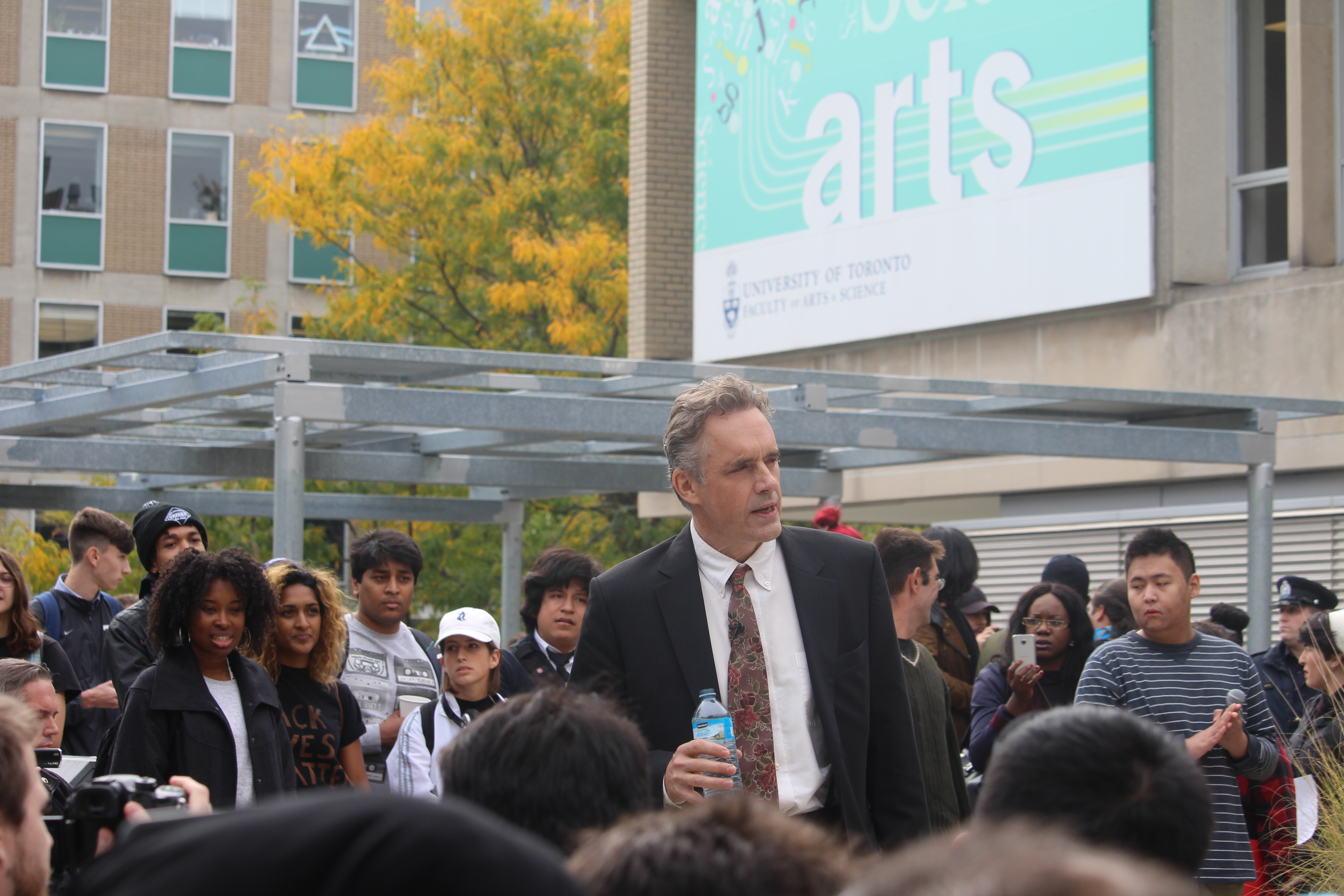
Peterson în cadrul unei Manifestații pentru Libertatea de Exprimare (2016).

Peterson afirma că „discipline precum studiile feminine nu ar trebuie să mai primească fonduri” și îi avertizează pe studenții din anul întâi să evite subiecte precum sociologia, antropologia, literatura engleză, etica și studiile rasiale, precum și alte domenii pe care le consideră corupte de ideologia neomarxistă. Acesta caracterizează domeniile de studiu ca propagând metode pseudoștiințifice, evaluări colegiale frauduloase, publicații cu zero citații, safe-spaces, organizare tipică cultelor și activism politic de extremă-stânga pentru studenți. Peterson a propus lansarea unui site care identifică și expune prin intermediul inteligenței artificiale materialului ideologic prezent din diverse cursuri. A anunțat în noiembrie 2017 suspendarea temporară a proiectului pe motiv că „ar contribui în mod excesiv la polarizare”.
Peterson a criticat modul în care este utilizat termenul de „privilegiu alb”, considerând că a fi scos în evidență pentru privilegiu alb, identificat cu un anumit grup rasial și obligat să sufere din cauza apartenenței la acest grup și din cauza crimelor ipotetice comise de acesta este un fapt extrem de rasist. Cu privire la politica identitară, „stânga o folosește în sprijinul asupriților[...]”, iar „[...]dreapta o folosește în sprijinul naționalismului și mândriei etnice”. Acesta le descrie pe ambele „la fel de periculoase” și că ar trebui să punem mai mult accent pe individualism și responsabilitate individuală. De asemenea, a fost implicat și în discuțiile cu privire la apropierea culturală, caracterizând conceptul ca fiind un promotor al autocenzurii în societate și jurnalism.

### Legea C-16
Pe 27 septembrie 2016 Peterson a publicat prima parte a unui proiect video de prelegeri intitulat „Profesor împotriva corectitudinii politice: Partea I: Frica și Legea”. În acest videoclip, acesta declara că nu va utiliza pronumele preferate de studenți și profesori deoarece reprezintă un „discurs constrângător” și a anunțat că se opune Legii C-16 propuse de guvernul canadian (legea în cauza ar interzice discriminarea pe bază de „identitate de gen”).
Seria a atras critici din partea activiștilor transgen, a facultății și a sindicatelor; criticii l-au acuzat pe Peterson că „ajută la menținerea unui climat al urii” și că „a caracterizat greșit” legea. Proteste au fost organizate în campusuri, unele devenind violente, iar controversa a atras atenția mass-mediei la nivel internațional. Când a fost întrebat în septembrie 2016 dacă ar utiliza pronumele preferat de către un student la cererea acestuia, Peterson a declarat că acest fapt „ar depinde de cum este întrebat [...]. Dacă aș sesiza că are o atitudine nepotrivită sau că întrebarea este motivată politic, atunci probabil aș spune nu [...]. Dacă aș putea avea o conversație ca cea pe care o avem noi, probabil aș putea să fiu de acord”.
Ca răspuns la controversă, administratorii Universității Toronto i-au trimis acestuia două scrisori de atenționare, una menționând că libertatea de exprimare trebuie reglementată în bază legislației drepturilor omului în timp ce în cealaltă îi era atrasă atenția că refuzul său de a utiliza pronumele preferate de studenți și de membri ai facultății la cererea acestora constituie discriminare. Peterson a considerat cele două scrisori drept primul pas către o acțiune disciplinară, însă în decembrie universitatea l-a asigurat că nu-și va pierde catedra; în ianuarie 2017 și-a reluat activitatea la catedra de psihologie a universității.
În februarie 2017 Maxime Bernier, candidat pentru funcția de lider al Partidului Conservator din Canada, a declarat că după întâlnirea și discuția pe care a avut-o cu Peterson a decis să nu mai sprijine legea. Analiza realizată de profesorul canadian era citată des de către senatorii care se împotriveau acestei modificări. În aprilie 2017, Consiliul de Cercetare în Științele Sociale și Umaniste a decis să nu-i acorde o bursă, o premieră în cariera sa. Decizia a fost considerată de Peterson drept o răzbunare pentru declarațiile sale privitoare la legea C-16. Un consilier al agenției a declarat pentru mass-media că „Comitetul a luat în considerare doar informațiile prezente în cerere”. Ca răspuns, The Rebel Media a lansat o campanie Indiegogo pentru susținerea financiară a cercetărilor lui Peterson. Cauza a strâns 195.000 C$ până în 6 mai, suma suficientă pentru finanțarea a peste doi ani de cercetări. În mai 2017, acesta a susținut un discurs împotriva Legii C-16 în cadrul unei întâlniri a Comitetului Senatului Canadian. A făcut parte din cei 24 de martori invitați să discute despre lege.
În noiembrie 2017 Lindsay Shepherd, asistent universitar la Universitatea Wilfrid Laurier, a fost cenzurată de către profesorii săi pe motiv că a prezentat un fragment din programul tv The Agenda care-l prezintă pe Peterson discutând despre Legea C-16 alături de alt profesor în timpul unei ore. Motivele cenzurării erau următoarele: videoclipul crea un „mediu toxic”, discursul fiind comparat cu un „discurs susținut de HItler”, și încălca Legii C-16. Mai târziu, aceasta a fost retrasă și atât profesorii, cât și universitatea și-au cerut scuze în mod oficial. Evenimentele au fost criticate de bordul editorial al câtorva publicații, diverși reporteri și chiar de Peterson însuși, fiind considerate un exemplu de încălcare a libertății de exprimare în campusurile universitare. În iunie 2018, Peterson a intentat un proces împotriva Universității Wilfrid Laurier pentru defăimare. Reprezentanții acesteia au cerut tribunalului să respingă cererea de chemare în judecată, considerând acțiunea o ironie pentru un așa-zis militant pentru libertatea de exprimare.

### Relațiile de gen și conceptul de masculinitate
Peterson a susținut că există o continuă „criză a masculinității” și „atacuri împotriva masculinității” unde „spiritul masculin este atacat”. Acesta consideră că feminismul și politicile de tipul „divorț fără vină” au influențat relațiile de gen și au destabilizat societatea. De asemenea, stânga politică caracterizează ierarhia socială actuală ca fiind un „patriarhat opresiv”, însă „nu vrea să admită că ierarhia curentă poate fi fundamentată pe competență”. Peterson menționează că bărbații fără partenere au șanse mari să devină violenți, iar violența masculină este redusă în societățile unde monogamia este norma. Acesta a corelat apariția lui Donald Trump pe scena politică și a politicienilor europeni de extremă-dreapta cu reacția negativă a populației față de „feminizarea” bărbaților: „dacă bărbații sunt împinși spre feminizare, vor deveni din ce în ce mai interesați de ideologia politică fascistă”. Peterson a intrat în atenția mass-mediei în 2018 după interviul cu Cathy Newman pe Channel 4 pe tema diferenței de remunerare între femei și bărbați; acesta nu era convins că diferențele se datorează numai discriminării sexuale.

### Schimbări climatice
Peterson pune sub semnul întrebării consensul științific cu privire la schimbările climatice, precizând că „privește cu foarte mult scepticismul modelele utilizate în prezicerea schimbărilor climatice” și că „nu poți crede datele din cauza influenței ideologice puternice”.

## Convingeri religioase
Într-un interviu din 2017 Peterson a fost întrebat dacă este creștin; acesta a răspuns: „Presupun că cel mai simplu răspuns este da”. Când a fost întrebat dacă crede în Dumnezeu, Peterson a răspuns: „Cred că răspunsul potrivit este Nu, însă mi-e teamă că El ar putea exista”. Într-un articol redactat pentru The Spectator, Tim Lott susține că Peterson este influențat de interpretarea jungiană a religiei⁠(d) și a adoptat convingeri similare cu cele ale existențialismului creștin susținut de Søren Kierkegaard și Paul Tillich. Acesta mai menționează că Peterson admiră taoismul deoarece caracterizează natura drept un conflict între ordine și haos, iar viața ar fi lipsită de sens fără această dualitate.
Daniel Buston susține în lucrarea Psychoanalysis, Politics and the Postmodern University că convingerile religioase adoptate de Peterson reflectă o preocupare cu ceea ce Tillich numea dimensiunea verticală sau transcendentă a experienței religioase și în același timp demonstrează că nu este familiarizat cu dimensiunea orizontală a credinței, care cere dreptate socială în tradiția profeților biblici.
Într-un videoclip postat în octombrie 2020, Peterson a menționat că: „...cu harul și mila lui Dumnezeu, voi putea începe să produc din nou material original și îmi voi continua munca”.

## Influență
În 2018 Kelefa Sanneh⁠(d) menționează în The New Yorker că Peterson este în prezent unul dintre cei mai influenți intelectuali din lumea anglofonă.

## Viața personală
Peterson s-a căsătorit cu Tammy Roberts în 1989. Au împreună o fiică și un fiu. A devenit bunic în august 2017.
Din punct de vedere politic, Peterson s-a descris ca fiind un adept al liberalismului clasic. Este din punct de vedere filosofic pragmatist. Într-un interviu din 2017, Peterson a precizat că este creștin, însă în 2018 a afirmat contrariul. Când a fost întrebat dacă crede în Dumnezeu, Peterson a răspuns astfel: „Cred că răspunsul cel mai potrivit este Nu, însă sunt îngrijorat că ar putea exista”. Într-un articol The Spectator, Tim Lott a precizat că Peterson se inspiră din filosofia religiei a lui Jung și că perspectivele sale sunt similare cu cele ale existențialismului creștin specific filosofului Søren Kierkegaard, respectiv Paul Tillich. Lott a mai menționat că Peterson respectă religia taoistă pe motiv că aceasta privește natura ca fiind conflictul dintre ordine și haos, și afirmă că viața ar fi nesemnificativă dacă nu ar fi caracterizată de această dualitate.

### Cărți
- Peterson, Jordan B. (1999). Maps of Meaning: The Architecture of Belief. Routledge. ISBN 0415922224.
- Peterson, Jordan B. (2018). 12 Rules for Life: An Antidote to Chaos. Penguin Random House. ISBN 0345816021. (ro:12 Reguli de viață. Un antidot la haosul din jurul nostru, Editura Trei, 2018, ISBN 978-606-40-0507-6)

### Articole
Primele 15 articole după numărul de citări de pe Google Scholar și ResearchGate:
- Peterson J. B.; Rothfleisch J.; Zalazo P.; Pihl R. O. (1990). "Acute alcohol intoxication and cognitive functioning". Journal of Studies on Alcohol. 51 (2): 114–122. doi:10.15288/jsa.1990.51.114.
- Pihl R. O.; Peterson J. B.; Finn P. R. (1990). "Inherited Predisposition to Alcoholism: Characteristics of Sons of Male Alcoholics". Journal of Abnormal Psychology. 99 (3): 291–301. doi:10.1037/0021-843X.99.3.291.
- Pihl R. O.; Peterson J. B.; Lau M. A. (1993). "A biosocial model of the alcohol-aggression relationship". Journal of Studies on Alcohol, Supplement. 11 (11): 128–139. doi:10.15288/jsas.1993.s11.128.
- Stewart S. H.; Peterson J. B.; Pihl R. O. (1995). "Anxiety sensitivity and self-reported alcohol consumption rates in university women". Journal of Anxiety Disorders. 9 (4): 283–292. doi:10.1016/0887-6185(95)00009-D.
- Peterson J. B.; Smith K. W.; Carson S. (2002). "Openness and extraversion are associated with reduced latent inhibition: replication and commentary". Personality and Individual Differences. 33 (7): 1137–1147. doi:10.1016/S0191-8869(02)00004-1.
- DeYoung C. G.; Peterson J. B.; Higgins D. M. (2002). "Higher-order factors of the Big Five predict conformity: Are there neuroses of health?". Personality and Individual Differences. 33 (4): 533–552. doi:10.1016/S0191-8869(01)00171-4.
- Carson S. H.; Quilty L. C.; Peterson J. B. (2003). "Decreased Latent Inhibition Is Associated With Increased Creative Achievement in High-Functioning Individuals". Journal of Personality and Social Psychology. 85 (3): 499–506. doi:10.1037/0022-3514.85.3.499.
- DeYoung C. G.; Peterson J. B.; Higgins D. M. (2005). "Sources of openness/intellect: cognitive and neuropsychological correlates of the fifth factor of personality". Journal of Personality. 73 (5): 825–858. doi:10.1111/j.1467-6494.2005.00330.x.
- Carson S. H.; Quilty L. C.; Peterson J. B. (2005). "Reliability, Validity, and Factor Structure of the Creative Achievement Questionnaire". Creativity Research Journal. 17 (1): 37–50. doi:10.1207/s15326934crj1701_4.
- Mar R. A.; Oatley K.; Hirsh J. B.; Paz J. D.; Peterson J. B. (2006). "Bookworms versus nerds: Exposure to fiction versus non-fiction, divergent associations with social ability, and the simulation of fictional social worlds". Journal of Research in Personality. 40 (5): 694–712. doi:10.1016/j.jrp.2005.08.002.
- DeYoung C. G.; Quilty L. C.; Peterson J. B. (2007). "Between Facets and Domains: 10 Aspects of the Big Five". Journal of Personality and Social Psychology. 93 (5): 880–896. doi:10.1037/0022-3514.93.5.880.
- Mar R. A.; Oatley K.; Peterson J. B. (2009). "Exploring the link between reading fiction and empathy: Ruling out individual differences and examining outcomes". The European Journal of Communication Research. 34 (4): 407–429. doi:10.1515/COMM.2009.025.
- Hirsh J. B.; DeYoung C. G.; Xu X.; Peterson J. B. (2010). "Compassionate Liberals and Polite Conservatives: Associations of Agreeableness With Political Ideology and Moral Values". Personality and Social Psychology Bulletin. 95 (2): 655–664. doi:10.1177/0146167210366854.
- Morisano D.; Hirsh J. B.; Peterson J. B.; Pihl R. O.; Shore B. M. (2010). "Setting, elaborating, and reflecting on personal goals improves academic performance". Journal of Applied Psychology. 36 (5): 255–264. doi:10.1037/a0018478.
- Hirsh J. B.; Mar R. A.; Peterson J. B. (2012). "Psychological Entropy: A Framework for Understanding Uncertainty-Related Anxiety". Psychological Review. 119 (2): 304–320. doi:10.1037/a0026767.

### Filme
- The Rise of Jordan Peterson
- No Safe Spaces